# Vương Văn Đông
Le lieutenant-colonel Vương Văn Đông (5 mars 1930 - 21 avril 2018) est un officier de l'armée de la République du Vietnam qu dirigea la tentative de coup d'État manquée en 1960 contre le président Ngô Đình Diệm. Après l'échec du coup d'État, Vương Văn Đông s'est enfui au Cambodge avec les autres dirigeants du coup d'État à bord d'un Douglas C-47 Skytrain de l'armée de l'air réquisitionné. Vương Văn Đông fut ensuite autorisé à s'installer en France.